# André Luiz Frambach
André Luiz Pfaltzgraff Frambach (Niterói, 15 de fevereiro de 1997) é um ator brasileiro, iniciou sua carreira em 2006, na peça de teatro Histórias do Arco da Velha, logo após em 2007, estreou na televisão na série especial Por Toda Minha Vida da TV Globo, intepretando o cantor Leandro.

## Carreira
Em 2006, começou a carreira de ator com apenas 9 anos, participando da peça Histórias do Arco da Velha. Em 2007, fez sua estreia na televisão, interpretando na fase criança o cantor o Leandro, da dupla Leandro & Leonardo no especial Por Toda Minha Vida. Em 2008, viveu o pequeno Davi na minissérie Queridos Amigos. No mesmo ano, interpretou na fase criança o personagem Juvenal na novela das nove Duas Caras. No mesmo ano, viveu Franzé, um menino criado na rua que nunca conheceu os pais, na novela das seis Ciranda de Pedra. Ainda em 2008, participou de um capítulo da novela das nove A Favorita, interpretando Huguinho. Em 2009, participou de um capítulo da novela das seis Paraíso, interpretando Zico. Em 2010, viveu Cridinho, filho adotivo de Candé (Vera Holtz) na novela Passione. No mesmo ano, fez sua estreia no cinema interpretando o irmão de Chico José na fase criança no filme Chico Xavier.
Em 2016, após seis anos afastado da televisão, interpretou Juninho na novela das nove A Lei do Amor.  Em 2018, integrou o elenco da vigésima sexta temporada de Malhação interpretando Márcio, um dos protagonistas da trama. Em 2019, viveu Julinho, um dos protagonistas da novela das seis Éramos Seis.
Em janeiro de 2020, Modo Avião, seu primeiro filme como protagonista foi lançado, nele André interpreta João, um aspirante a chef de cozinha que se apaixonada pela influencer, Ana Monteiro. Um mês após a estreia, Modo Avião se tornou o filme mais assistido da historia da plataforma em uma língua que não o inglês. Em 2022 estrelou a série Temporada de Verão, dando ao vida veterano staff, Miguel que encara um verão cheio de emoções trabalhando em um resort de luxo, o hotel Maresia. Em maio foi escalado para interpretar Rico em Cara e Coragem, após Pedro Novaes deixar a produção para dedicar-se à carreira musical. O ator interpreta um campeão de surfe que começa a trabalhar como dublê após conhecer Pat (Paolla Oliveira) e Moa (Marcelo Serrado). A decisão não agradará os pais, mas ele se torna sócio da Coragem.com e se apaixona pela bailarina Lou (Vitória Bohn).	

## Vida pessoal
Em janeiro de 2019, assumiu namoro com a atriz Rayssa Bratillieri, com quem fez par romântico em Malhação: Vidas Brasileiras e Éramos Seis. O casal terminou o relacionamento em junho de 2021, após mais de 2 anos juntos.
Em julho de 2022 assumiu o namoro com a atriz Larissa Manoela, com quem já tinha se relacionado entre julho e outubro de 2021. Em dezembro de 2022, André pediu Larissa em casamento.Em 17 de dezembro de 2023, André e Larissa  se casaram. 

## Filmografia

### Televisão
| Ano     | Trabalho                    | Personagem                              | Notas                                   |
| ------- | --------------------------- | --------------------------------------- | --------------------------------------- |
| 2007    | Por Toda Minha Vida         | Leandro (criança)                       | Episódio: "Leandro"                     |
| 2008    | Duas Caras                  | Juvenaldo Ferreira (criança)            | Episódios: "14–21 de maio"              |
| 2008    | Queridos Amigos             | Davi Rosemberg Neto                     |                                         |
| 2008    | Ciranda de Pedra            | Francisco José Carmelo Cassini (Franzé) |                                         |
| 2008    | Dancinha dos Famosos        | Participante (5ºlugar)                  | Temporada 2                             |
| 2010–11 | Passione                    | Cridinho                                |                                         |
| 2016–17 | A Lei do Amor               | Misael de Oliveira Júnior (Juninho)     |                                         |
| 2017    | O Rico e Lázaro             | Labasi-Marduque                         |                                         |
| 2018–19 | Malhação: Vidas Brasileiras | Márcio Porto                            |                                         |
| 2019–20 | Éramos Seis                 | Júlio Abílio de Lemos Filho (Julinho)   |                                         |
| 2022    | Temporada de Verão          | Miguel Borges                           |                                         |
| 2022–23 | Cara e Coragem              | Heitor Gabriel Bastos (Rico)            |                                         |
| 2024    | No Rancho Fundo             | Elias Crisóstomo Ariosto Evaristo       | Episódios: "7 de outubro-1 de novembro" |

### Cinema
| Ano  | Trabalho             | Personagem   | Notas |
| ---- | -------------------- | ------------ | ----- |
| 2010 | Chico Xavier         | José (jovem) |       |
| 2020 | Modo Avião           | João         |       |
| 2023 | Tá Escrito           | Breno        |       |
| 2025 | Traição entre Amigas | Gabriel      |       |

## Teatro
| Ano  | Trabalho                   | Personagem |
| ---- | -------------------------- | ---------- |
| 2006 | Histórias do Arco da Velha |            |
| 2008 | Natal Na Praça             |            |

## Prêmios e indicações
| Ano  | Prêmio                  | Categoria            | Indicação               | Resultado |
| ---- | ----------------------- | -------------------- | ----------------------- | --------- |
| 2009 | Prêmio Contigo! de TV   | Melhor Ator Infantil | Queridos Amigos         | Indicado  |
| 2022 | Prêmio Jovem Brasileiro | Eu Shippo            | André e Larissa Manoela | Indicado  |
| 2022 | Capricho Awards         | Casal do Ano         | André e Larissa Manoela | Venceu    |
| 2022 | Retrô Gshow             | Casal do Ano         | André e Larissa Manoela | Indicado  |
| 2022 | BreakTudo Awards        | Melhor Ator Nacional | Cara e Coragem          | Indicado  |